# Cocoseius palmarum
Cocoseius palmarum är en spindeldjursart som beskrevs av Gondim Jr., Moraes och D. McMurtry 2000. Cocoseius palmarum ingår i släktet Cocoseius och familjen Phytoseiidae. Inga underarter finns listade i Catalogue of Life.